# Cinque Nazioni 1994
Il Cinque Nazioni 1994 (in inglese 1994 Five Nations Championship, in francese Tournoi des Cinq Nations 1994, in gallese Pencampwriaeth y Pum Gwlad 1994) fu la 65ª edizione del torneo annuale di rugby a 15 tra le squadre nazionali di Francia, Galles, Inghilterra, Irlanda e Scozia, nonché la 100ª in assoluto considerando anche le edizioni dell'Home Nations Championship.
Fu la prima edizione a non ammettere vittorie condivise, benché la circostanza non si verificasse più dal 1988: una norma aggiunta dopo la fine del precedente torneo instaurava la differenza punti fatti/subiti quale discriminante tra due o più squadre a pari classifica.
Il primo effetto di tale modifica regolamentare lo si ebbe proprio al primo anno di applicazione della stessa, perché Galles e Inghilterra terminarono il torneo in testa a pari punteggio, ma furono i Dragoni a vincere per differenza punti.
L'ultima giornata di torneo vedeva di fronte proprio le due contendenti: l'Inghilterra, con una differenza punti di +4, avrebbe dovuto battere il Galles (+34) con almeno 16 punti di scarto per avere la meglio in classifica, ma nonostante l'ottima prestazione gli inglesi di Geoff Cooke, alla sua ultima partita da C.T., vinsero solo 15-8, scarto troppo basso per impedire ai gallesi la conquista del loro trentatreesimo titolo, ma sufficiente ad allungare a 18 anni la loro attesa per il primo Grande Slam dal 1976.
Il valore delle marcature, come stabilito dall’IRFB nel 1992, era: 5 punti per ciascuna meta (7 se trasformata), 3 punti per la realizzazione di ciascun calcio piazzato, idem per il drop.

## Nazionali partecipanti e sedi
| Squadra     | Città     | Impianto interno   |
| ----------- | --------- | ------------------ |
| Francia     | Parigi    | Parco dei Principi |
| Galles      | Cardiff   | National Stadium   |
| Inghilterra | Londra    | Twickenham         |
| Irlanda     | Dublino   | Lansdowne Road     |
| Scozia      | Edimburgo | Murrayfield        |

## Risultati

### 1ª giornata
| Arbitro: | Jim Fleming |

|                                    |      |            |
| Merle Saint-André Benetton Lacroix | mt   |            |
| Lacroix (3)                        | tr   |            |
| Lacroix (3)                        | c.p. | Elwood (5) |

| Arbitro: | Patrick Robin |

|                    |      |                 |
| I. Evans Rayer (2) | mt   |                 |
| N. Jenkins         | tr   |                 |
| N. Jenkins (4)     | c.p. | G. Hastings (2) |

### 2ª giornata
| Arbitro: | Tony Spreadbury |

|            |      |                |
|            | mt   | N. Jenkins     |
| Elwood (5) | c.p. | N. Jenkins (4) |

| Arbitro: | Lindsay McLachlan |

|                 |      |             |
| Wainwright      | mt   |             |
| G. Hastings (2) | c.p. | Callard (5) |
| Townsend        | drop |             |

### 3ª giornata
| Arbitro: | Lindsay McLachlan |

|                    |      |              |
| S. Quinnell Walker | mt   | Roumat Sella |
| N. Jenkins         | tr   | Lacroix      |
| N. Jenkins (4)     | c.p. | Lacroix      |

| Arbitro: | Patrick Thomas |

|             |      |            |
|             | mt   | Geoghegan  |
|             | tr   | Elwood     |
| Callard (4) | c.p. | Elwood (2) |

### 4ª giornata
| Arbitro: | Stephen Hilditch |

|             |      |            |
| Benazzi     | mt   |            |
| Lacroix (3) | tr   |            |
|             | c.p. | Andrew (5) |
|             | drop | Andrew     |

| Arbitro: | Ed Morrison |

|            |      |                 |
| Elwood (2) | c.p. | G. Hastings (2) |

### 5ª giornata
| Arbitro: | Jim Fleming |

|                     |      |            |
| Rodber R. Underwood | mt   | Walker     |
| Andrew              | tr   |            |
| Andrew              | c.p. | N. Jenkins |

| Arbitro: | Derek Bevan |

|                 |      |                      |
|                 | mt   | Sadourny Saint-André |
|                 | tr   | Lacroix Montlaur     |
| G. Hastings (4) | c.p. | Lacroix (2)          |

## Classifica
| Pos | Squadra     | G | V | N | P | PF | PS | DP  | Pt |
| --- | ----------- | - | - | - | - | -- | -- | --- | -- |
| 1   | Galles      | 4 | 3 | 0 | 1 | 78 | 51 | +27 | 6  |
| 2   | Inghilterra | 4 | 3 | 0 | 1 | 60 | 49 | +11 | 6  |
| 3   | Francia     | 4 | 2 | 0 | 2 | 84 | 69 | +15 | 4  |
| 4   | Irlanda     | 4 | 1 | 1 | 2 | 49 | 70 | −21 | 3  |
| 5   | Scozia      | 4 | 0 | 1 | 3 | 38 | 70 | −32 | 1  |